# Сімеїзька обсерваторія
44°25′05″ пн. ш. 33°59′51″ сх. д. / 44.418038888889° пн. ш. 33.9974° сх. д.
Сімеї́зька обсервато́рія — астрономічна дослідницька обсерваторія, розташована на горі Кішка біля селища Сімеїз у Криму. Нині є частиною Кримської астрофізичної обсерваторії.
На честь Сімеїзької обсерваторії названий астероїд 748 Сімеїза, відкритий Григорієм Неуйміним у 1913 році - перший астероїд, відкритий з території України.

## Історія

### Заснування обсерваторії
Обсерваторію створив астроном-аматор Микола Мальцов своїм коштом. Початкове встаткування обсерваторії обмежувалося двома невеликими телескопами.
1906 року до Криму приїхала експедиція пулківських астрономів з метою пошуку місця для нової південної обсерваторії. До складу експедиції входили Олексій Ганський та Гаврило Тихов. Їм сподобалося місце в районі Сімеїзу. На горі Кішка, трохи вище за Сімеїз, вони несподівано виявили два куполи невідомої їм обсерваторії приватну аматорську обсерваторію Миколи Мальцова. Після недовгого листування Мальцов запропонував свою обсерваторію в дар Пулковській обсерваторії для створення там її південного астрофізичного відділення, і 1908 року обсерваторія була передана Російській академії наук. В подяку за такий подарунок Мальцов був прийнятий у почесні члени Імператорської академії наук.

### XX століття
У 1908 році було встановлено невеликий подвійний астрограф (D = 120 мм). Спочатку обладнання обсерваторії обмежувалося двома невеликими телескопами. Офіційне відкриття Сімеїзської обсерваторії як філії Пулковської обсерваторії відбулося 1912 року. З приїздом у 1912 році Григорія Неуйміна активність обсерваторії підвищилась, а спостереження стали системними. З 1908 по 1925 рік за допомогою астрографа було відкрито 37 малих планет, комету та велику кількість змінних зір. У 1925 році в Сімеїзькій обсерваторії встановили телескоп-рефлектор діаметром 102 см, який став на той час найбільшим телескопом в СРСР. За його допомогою згодом проводилися дослідження спектрів небесних тіл.
Сімеїзька обсерваторія була повністю зруйнована в ході Другої світової війни, а більшу частину обладнання було втраченою. Згодом деякі інструменти знайшли в Німеччині після закінчення війни, включаючи головний телескоп, хоча його дзеркало було пошкоджено. Проте 30 червня 1945 року було прийнято рішення про відновлення обсерваторії, причому Симеїзське відділення Пулковської обсерваторії було перетворено на вже самостійну Кримську астрофізичну обсерваторію під керівництвом Григорія Шайна. Тоді ж був побудований новий телескоп з більш ніж двометровим дзеркалом (таких телескопів не було в той час ні в Європі, ні в СРСР, лише в США уже функціонував триметровий Лікський телескоп і готувався до введення в експлуатацію п'ятиметровий Паломарський телескоп). Восени 1967 року неподалік від Сімеїзської обсерваторії, на березі Чорного моря, побудували радіотелескоп РТ-22 з діаметром рефлектора 22 метри.
На верхньому майданчику обсерваторії на горі Кішка у 1975 році Астрорада створила Сімеїзьку станцію лазерної локації штучних супутників Землі. В 1988 році поруч із нею встановлена ще одна станція лазерної локації супутників «Simeiz-1873», оснащена метровим телескопом.

### Сучасна історія

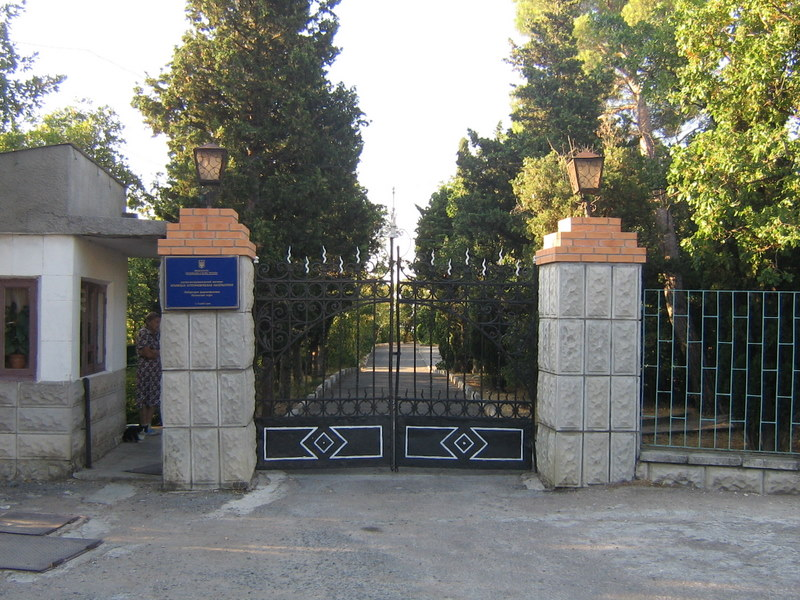
Центральний вхід

13 грудня 2012 року Кабінет міністрів України видав наказ про реорганізацію обсерваторії, за яким вона мала втратити охоронну зону, в якій заборонено будь-яку господарську діяльність і будівництво. Також втрачався акт на землю, що тепер дозволяло будувати на землях обсерваторії сторонні об'єкти.
Після анексії Криму Росією, Кримська астрофізична обсерваторія була передана російською владою Федеральному агентству наукових організацій. В 2014—2015 років в обсерваторії провели масштабну реконструкцію. 

## Керівники обсерваторії
- 1908 - Ганський Олексій Павлович - засновник обсерваторії
- 1909 - Бєлявський Сергій Іванович - перший керівник
- 1925 - Неуймін Григорій Миколайович
- 1934 - Альбицький Володимир Олександрович
- 1936 - Неуймін Григорій Миколайович (евакуйований в 1941)

## Основні інструменти
До 1941 року:
- Подвійний астрограф. D = 120 мм, встановлений у 1908 році, виробництво Карл Цейс, замовлений ще Мальцовим, зруйнований під час Другої світової.
- Геліометр Далмейра. Виробництво Карл Цейс, замовлений ще Мальцовим.
- 102-см рефлектор. Виробник - англійська фірма Гребб-Парсонс, встановлений у 1925 році, перший знімок у січні 1926 року, спектральні спостереження. Зруйнований під час Другої світової, ушкоджене дзеркало зберігається у Науковому.
- Зонний астрограф з Пулкова — астрометричний інструмент, який використовувався для вивчення змінних зір.
- Фотогеліограф. Встановлений у 1932 році, зруйновано під час Другої світової.
- Спектрогеліоскоп. Встановлений у 1935 році, зруйнований під час Другої світової.
- Світлосильний спектрограф для спостережень спектру Чумацького Шляху - 1941 року евакуйований в Алма-Ату.

Після 1945 року:

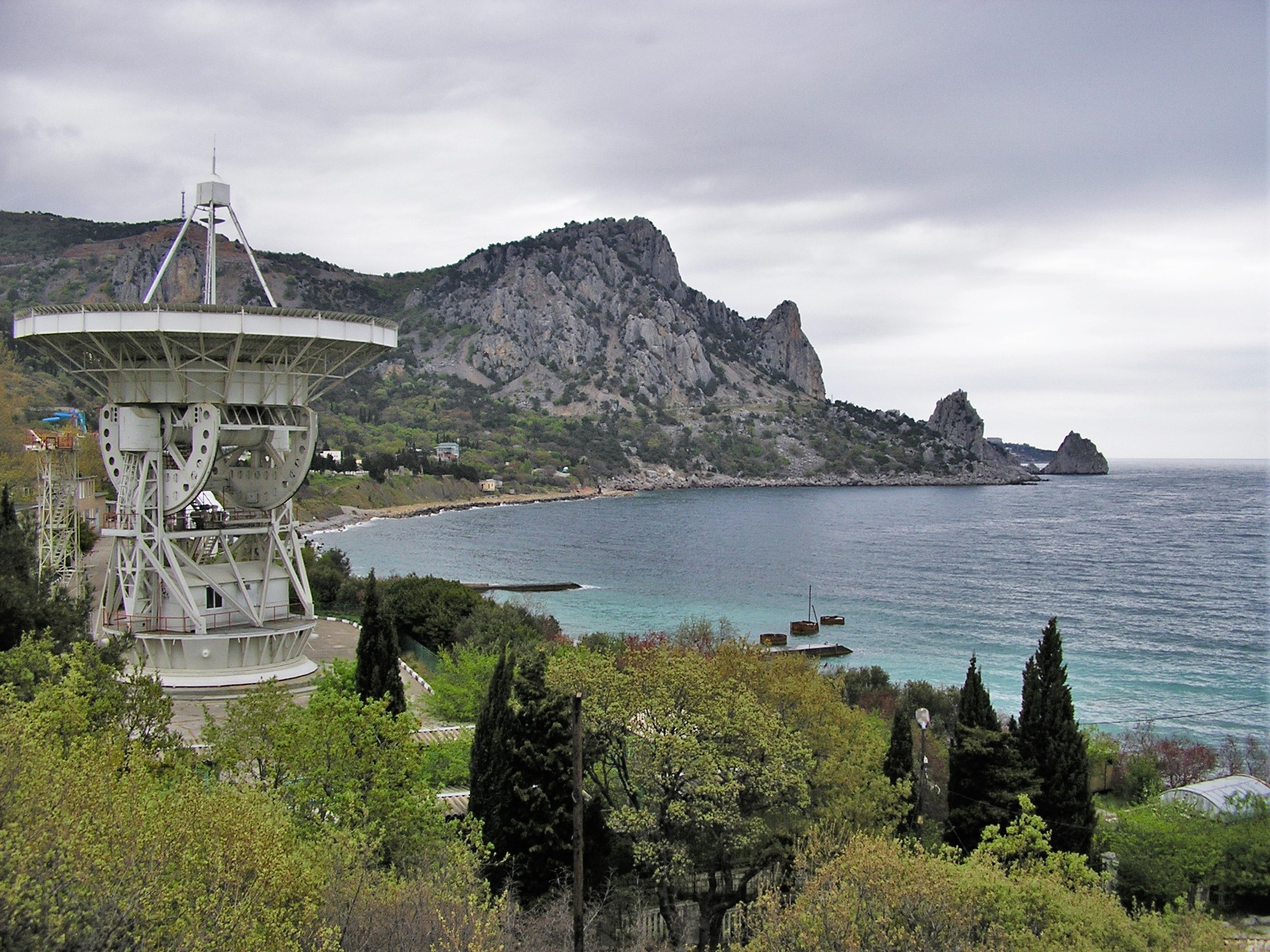
Радіотелескоп

- 64/70-см телескоп АТ-64, камера Richter-Slevogt (D = 640 мм, f = 900 мм) з ПЗЗ-камерою SBIG ST-8. Отриманий як репарація. У 1946 році встановлений у Сімеїзі, у 60-х роках перевезений до Наукового. Вивчення газових емісійних туманностей.
- Небулярний спектрограф 1947 року - перший в СРСР.
- 70-см телескоп АЗТ-8. D = 700 мм, f = 3150 мм, F/16 і F/40. 1964 встановлений у Сімеїзі, 1977 перевезений до Наукового.
- Цейс-600 (Супутникова Експериментальна Станція Астроради на горі Кішка).
- Цейс-1000 (Супутникова Експериментальна Станція Астроради на горі Кішка, 1987 рік).
- Декілька камер для спостереження штучних супутників (Супутникова Експериментальна Станція Астроради).
- Камера СБГ. D=43 см (Супутникова Експериментальна Станція на горі Кішка).
- LD-1. Лазерний далекомір ІСЗ «Інтеркосмос» (Супутникова Експериментальна Станція Астроради, 1978)[5].
- "KRIM" або "Simeiz-1873". Лазерний далекомір, телескоп системи Кассегрена-Куде, D = 1 м, F = 11.6м, на горі Кішка[6][7].
- Радіотелескоп РТ-22 діаметром 22 м, 1967 рік.

## Наукові дослідження
Радіотелескоп обсерваторії займається радіоінтерферометрією з наддовгою базою, моніторингом активних ядер галактик, спостереженнями молекулярних ліній у міліметровому діапазоні радіохвиль, спостереженнями нестаціонарних зір та галактик у сантиметровому та міліметровому діапазонах. Обсерваторія проводить фотометричні спостереження астероїдів, спостерігає штучні супутники Землі.
У Сімеїзській обсерваторії було відкрито 149 астероїдів та 8 комет, відкрито 150 раніше невідомих туманностей (каталог Simeiz).